# Lesachtal
Lesachtal é um município da Áustria localizado no distrito de Hermagor, no estado da Caríntia.